# Oncinotis thyrsiflora
Espèce
Synonymes
- Oncinotis chlorogena K.Schum.[2]
- Oncinotis malchairii De Wild.[2]
- Oncinotis thyrsiflora K.Schum. ex Stapf[2]

Oncinotis thyrsiflora  K.Schum. ex Stapf est une espèce de plantes à fleurs de la famille des Apocynaceae et du genre Oncinotis, présente en Afrique tropicale.
Proche de Oncinotis gracilis, elle en est tantôt différenciée, tantôt considérée comme synonyme.

## Description
Oncinotis thyrsiflora est une grande liane ligneuse pouvant atteindre 20 m de hauteur et 10 cm de diamètre.

## Distribution
Très rare, endémique du Cameroun, l'espèce n'est connue que d'un seul site, Bipindi dans la Région du Sud, où elle a été récoltée par Georg August Zenker en 1903.
L'espèce O. gracilis, à laquelle certains auteurs semblent vouloir l'assimiler, est au contraire plus répandue dans plusieurs pays d'Afrique tropicale.